# René Benoît (homme politique)
Pour les articles homonymes, voir Benoît et René Benoît.
René Benoît est un homme politique français, né le 19 mars 1937 à Dinan (Côtes-d'Armor). Membre de l’Union pour la démocratie française avant de rejoindre l’Union pour un mouvement populaire, il est député des Côtes-du-Nord de 1978 à 1981 puis de nouveau, grâce au scrutin proportionnel plurinominal, de 1986 à 1988. Il est maire de Dinan de 1983 à 2014.

## Biographie
Passionné de football, il est joueur puis entraineur du club local, le Stade dinannais, avant de partir étudier à l’École nationale supérieure d’éducation physique à Paris. Peu après, le Paris Saint-Germain Football Club lui proposa une place dans son équipe, mais il refusa. Il revient à Dinan en 1962 comme professeur d'éducation physique (d'abord au collège-lycée de Dinan, rue de Léhon, actuel collège Roger-Vercel, puis à partir de 1966 au lycée de La Fontaine des eaux).
Il obtient son premier mandat électoral lors des élections municipales de 1965 en étant élu sur la liste du gaulliste Yves Blanchot, dont il devient adjoint. Il retrouve ce mandat après les élections municipales de 1971 et de 1977.
Il bat le sortant socialiste Charles Josselin lors des élections législatives de 1978 et devient député de la deuxième circonscription des Côtes-D'Armor. Battu lors des élections législatives de 1981, marquées par une « vague rose » après l’élection de François Mitterrand, il est réélu pour un second mandat à l’Assemblée nationale de 1986 à 1988.
Depuis les élections municipales de 1983, il est maire de Dinan. Alors qu’il avait laissé entendre en 2001 qu’il ne se représenterait pas, il brigue un cinquième mandat de maire en 2008 et est élu face au candidat du Parti socialiste Bertrand Élise. Lors des élections municipales de 2014, il annonce son choix de ne pas briguer un nouveau mandat.

## Détail des fonctions et des mandats

### Mandats parlementaires
- 3 avril 1978 - 22 mai 1981 : député de la deuxième circonscription des Côtes-du-Nord
- 2 avril 1986 - 14 mai 1988 : député des Côtes-du-Nord, élu au scrutin proportionnel

### Mandats locaux
- Conseil municipal de Dinan
  - 21 mars 1965 - 21 mars 1971 : adjoint au maire de Dinan
  - 21 mars 1971 - 20 mars 1977 : adjoint au maire de Dinan
  - 20 mars 1977 - 13 mars 1983 : adjoint au maire de Dinan
  - 13 mars 1983 - 19 mars 1989 : maire de Dinan
  - 19 mars 1989 - 18 juin 1995 : maire de Dinan
  - 18 juin 1995 - 18 mars 2001 : maire de Dinan
  - 18 mars 2001 - 16 mars 2008 : maire de Dinan
  - 16 mars 2008 - 6 avril 2014 : maire de Dinan

- Intercommunalité
  - 31 mars 1983 - 1er janvier 2000 : président du District urbain de Dinan
  - 1er janvier 2000 - 23 avril 2014 : président de la Communauté de communes de Dinan

- Conseil général des Côtes-du-Nord
  - 7 mars 1976 - 14 mars 1982 : conseiller général du canton de Dinan-Est
  - 14 mars 1982 - 2 octobre 1988 : conseiller général du canton de Dinan-Est
  - 2 octobre 1988 - 27 mars 1994 : conseiller général du canton de Dinan-Est
  - 27 mars 1994 - 11 mars 2001 : conseiller général du canton de Dinan-Est

- Conseil régional de Bretagne
  - 16 mars 1986 - 22 mars 1992 : conseiller régional de Bretagne
  - août 2002 - 28 mars 2004 : conseiller régional de Bretagne, en remplacement de Marc Le Fur

### Fonctions partisanes
- 1985 - 1991 : Président de l'UDF des Côtes-du-Nord

## Résultats électoraux

### Élections législatives
| Année | Parti | Parti    | Circonscription      | Premier tour | Premier tour | Premier tour | Second tour | Second tour | Second tour |
| Année | Parti | Parti    | Circonscription      | Voix         | %            | Rang         | Voix        | %           | Issue       |
| ----- | ----- | -------- | -------------------- | ------------ | ------------ | ------------ | ----------- | ----------- | ----------- |
| 1978  |       | UDF (PR) | 2e des Côtes-du-Nord | 24 879       | 39,49        | 1er          | 33 074      | 50,58       | Élu         |
| 1981  |       | UDF (PR) | 2e des Côtes-du-Nord | 25 202       | 42,46        | 2e           |             |             | Battu       |
| 1986  |       | UDF (PR) | Côtes-du-Nord        | 82 638       | 25,45        | 2e           |             |             | Élu         |
| 1988  |       | UDF (PR) | 2e des Côtes-du-Nord | 21 492       | 35,64        | 2e           |             |             | Battu       |
| 1993  |       | UDF (PR) | 2e des Côtes-du-Nord | 23 545       | 39,91        | 1er          | 29 062      | 46,72       | Battu       |

### Élections cantonales
| Année | Parti | Parti    | Canton    | Premier tour | Premier tour | Premier tour | Second tour | Second tour | Second tour |
| Année | Parti | Parti    | Canton    | Voix         | %            | Rang         | Voix        | %           | Issue       |
| ----- | ----- | -------- | --------- | ------------ | ------------ | ------------ | ----------- | ----------- | ----------- |
| 1976  |       | UDF (PR) | Dinan-Est | 3 420        | 50,87        | 1er          |             |             | Élu         |
| 1982  |       | UDF (PR) | Dinan-Est | 4 247        | 57,81        | 1er          |             |             | Élu         |
| 1988  |       | UDF (PR) | Dinan-Est | 2 830        | 48,40        | 1er          | 3 311       | 50,04       | Élu         |
| 1994  |       | UDF (PR) | Dinan-Est | 2 385        | 33,19        | 1er          | 3 753       | 50,28       | Élu         |

### Élections municipales
| Année | Parti | Parti | Commune | Premier tour | Premier tour | Premier tour | Second tour | Second tour | Second tour | Sièges  |
| Année | Parti | Parti | Commune | Voix         | %            | Rang         | Voix        | %           | Issue       | Sièges  |
| ----- | ----- | ----- | ------- | ------------ | ------------ | ------------ | ----------- | ----------- | ----------- | ------- |
| 1983  |       | UDF   | Dinan   | 3 709        | 61,54        | 1er          |             |             | Élu         | 27 / 33 |
| 1989  |       | UDF   | Dinan   | 2 674        | 48,67        | 1er          | 2 984       | 51,00       | Élu         | 25 / 33 |
| 1995  |       | UDF   | Dinan   | 2 520        | 46,59        | 1er          | 3 011       | 53,41       | Élu         | 26 / 33 |
| 2001  |       | DL    | Dinan   | 2 104        | 41,43        | 1er          | 2 688       | 51,66       | Élu         | 25 / 33 |
| 2008  |       | UMP   | Dinan   | 2 767        | 51,38        | 1er          |             |             | Élu         | 25 / 33 |